# Ilha Salisbury (Rússia)
A ilha Salisbury  (em russo:  Остров Солсбери, Ostrov Solsberi) é uma ilha na parte central da Terra de Francisco José, no norte da Rússia (no Óblast de Arkhangelsk), com 960 km2 de área. Faz parte do sub-arquipélago da Terra de Zichy e está separada da ilha Luigi e da ilha Champ por estreitos. O seu ponto mais elevado está a 482 m de altitude.
É assim denominada em homenagem a Rollin D. Salisbury (1858-1922), da Universidade de Chicago. Salisbury foi o segundo membro da direção da expedição de Robert Peary de 1891-1892, onde se confirmou que a Gronelândia era uma ilha. A ilha Salisbury na Terra de Francisco José não deve ser confundida com a ilha Salisbury no Canadá.

## Imagem de satélite

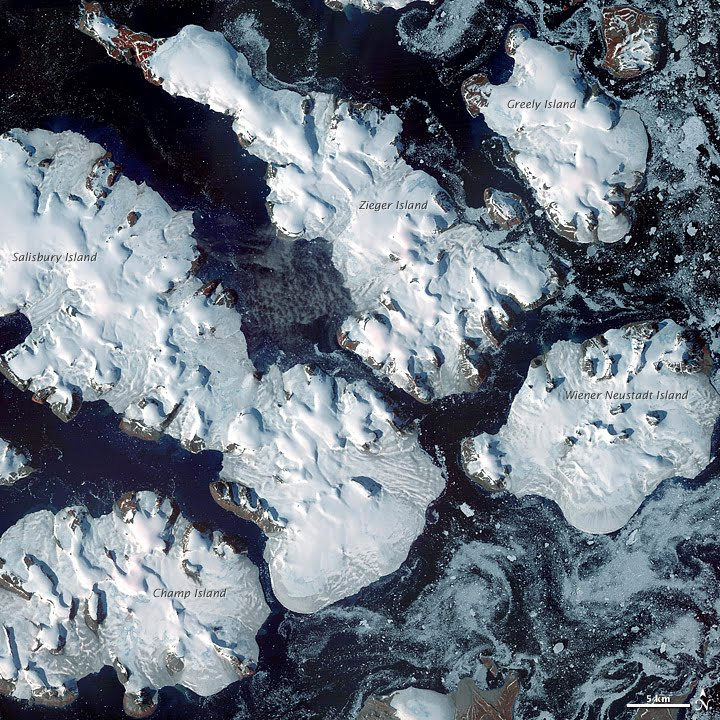
Várias ilhas da Terra de Francisco José